# Vang (Bornholm)
 For alternative betydninger, se Vang. (Se også artikler, som begynder med Vang)
Vang er et tidligere fiskerleje på Bornholms vestkyst, beliggende 7 km sydvest for Allinge-Sandvig, 9 km nord for Hasle og 20 km nord for Rønne. Bebyggelsen hører til Bornholms Regionskommune under Region Hovedstaden.
Vang hører til Rutsker Sogn. Ruts Kirke ligger i Rutsker (Kirkebyen) 5 km syd for Vang.

## Danmarks skrappeste stigning
Hovedgaden fra havnen til toppen af bakken ved Korteby blev i 2009 kåret til Danmarks skrappeste stigning for cyklister. Der er næsten 92 meters højdeforskel, hvilket giver en gennemsnitlig stigning på 7,2 % for den 1280 meter lange strækning.

## Historie
Ved restaureringen af den sammenbyggede husrække på havnefronten fandt man i 2003 keramik fra jernalder og vikingetid. I 1570 omtales Vang første gang i historiske kilder. I slutningen af 1700-tallet bestod bebyggelsen af 7 ejendomme, hvis beboere ernærede sig ved fiskeri, kombineret med et beskedent agerbrug. I 1870 byggede man det første egentlige havneanlæg, som det blev nødvendigt at udvide i 1887.

### Vang Vandmølle
Vandmøllen i Vang blev bygget i 1811 og var i aktivitet indtil 1905. Den blev sat i stand i 1927, hvor den var meget forfalden. I 1968 blev møllen købt af Foreningen Bornholm, som fornyede stråtaget og gennemførte andre restaureringsopgaver. I 1978 var vandmøllen stadig i god stand, og den kunne benyttes som den eneste af de bornholmske vandmøller. I 1986 foretog man en gennemgribende restaurering af vandmøllen både indvendigt og udvendigt under ledelse af Bornholms Museum.

### Vang-granit
Den karakteristiske mørkegrå Vang-granit har været udnyttet langt tilbage i tiden, men det var genopbygningen af Christiansborg Slot efter branden i 1884, der førte til industriel udnyttelse af granitten i 1896. Stenbruddet blev hurtigt en stor arbejdsplads, som i 1930'erne beskæftigede ca. 200 mand, og bebyggelsen ovenfor fiskerlejet opstod. Havnen måtte flere gange udbygges, senest i 1944, hvor det sydvestlige molehoved blev anlagt. Senere blev granitten udskibet fra Hasle Havn. Vang Havn er nu lystbådehavn for de lokale bådejere med plads til ca. 20 gæstebåde, og i sommermånederne er der en lille butik.
Både Vang Stenbrud og Almeløkken var specialiserede i at knuse granitten til skærver og paksten i forskellige størrelser. Da stenbruddene fik en stor ordre til Storebæltsbroen, brød man gennem kystklipperne og etablerede en kørevej fra bruddene til en lastekaj ud fra kysten. Vang-bruddene tabte en tilsvarende ordre til Øresundsforbindelsen, og i 1992 overtog Superfos bruddene for at producere skærver til Østtyskland. Superfos etablerede et meget stort og moderne stenknuseri i Almeløkken og udbyggede lastekajen til større skibe. Men forventningerne til afsætning i Tyskland holdt ikke stik, og værket blev afviklet i 1996.